# Crocus almehensis
Crocus almehensis är en irisväxtart som beskrevs av C.D.Brickell och Brian Frederick Mathew. Crocus almehensis ingår i släktet krokusar, och familjen irisväxter. Inga underarter finns listade i Catalogue of Life.